# 西妥昔單抗
西妥昔單抗（Cetuximab），商品名爾必得舒®（Erbitux®），是美商英克隆公司和美商百时美施贵宝的專利藥。西妥昔單抗是一種對抗表皮生長因子受體（EGFR）的單株抗體，經美國食品藥物管理局核可使用於治療轉移型結腸直腸癌和頭頸癌。
研究顯示有些結腸直腸癌病患的癌細胞會表現大量的表皮生長因子受體，可能是造成細胞癌化的原因之一，西妥昔單抗是針對癌細胞的這項特色發展出來的標靶藥物，就可以專一地抑制癌細胞的生長，減少對其他正常細胞的影響，因此可以減少藥物治療對癌症病患產生副作用。
西妥昔單抗在北美由英克隆公司和必施妥施貴寶公司製造和販售，在全球其他地區則由默克藥廠銷售。使用西妥昔單抗的治療費用一年約為美金20萬元或新台幣240萬元。

## 作用機理
西妥昔單抗是對抗表皮生長因子受體的嵌合型（chimeric）抗體，表皮生長因子受體和西妥昔單抗的親和力比表皮生長因子高5至10倍，因此西妥昔單抗可以阻斷表皮生長因子刺激細胞生長的功能。西妥昔單抗還能刺激表皮生長因子受體的內在化作用（internalization），因此可能導致表皮生長因子受體的負向調控（down-regulation）而更加抑制細胞生長。西妥昔單抗也可以引發抗體依賴型細胞媒介毒性作用（antibody dependent cell-mediated cytotoxicity），使免疫細胞攻擊具有表皮生長因子受體的腫瘤細胞，協助清除腫瘤。

## 臨床試驗資料

### 結腸直腸癌
在兩個臨床試驗中，共有356位接受伊立替康治療失敗的轉移型結腸直腸癌病患，經檢測確認為表皮生長因子受體表現型之後，接受西妥昔單抗和伊立替康合併治療。
| 臨床試驗名稱                 | 人數 | 客觀反應率 | 疾病控制率 | 疾病開始惡化 時間（中數） | 存活期 （中數） |
| 西妥昔單抗和伊立替康合併治療 |      |            |            |                           |                 |
| EMR 62 202-007               | 218  | 22.9%      | 55.5%      | 4.1月                     | 8.6月           |
| IMCL CP02-9923               | 138  | 15.2%      | 60.9%      | 2.9月                     | 8.4月           |
| 西妥昔單抗單一治療           |      |            |            |                           |                 |
| EMR 62 202-007               | 111  | 10.8%      | 32.4%      | 1.5月                     | 6.9月           |

### 頭頸部鱗狀細胞癌

#### 西妥昔單抗合併放射線療法
在EMR 62 202-006這個臨床試驗中，比較西妥昔單抗合併放射線療法與放射線單一治療兩種方法治療局部晚期之口咽癌、下咽癌及喉癌病患。由於90%以上的頭頸部鱗狀細胞癌病患的腫瘤都具有表皮生長因子表現型，因此在這個試驗中未檢測表皮生長因子受體。
| 治療方式                 | 人數 | 局部控制 （中數） | 存活期 （中數） |
| 西妥昔單抗合併放射線療法 | 211  | 24.4月            | 49.0月          |
| 放射線單一治療           | 213  | 14.9月            | 29.3月          |

#### 西妥昔單抗合併化學療法
在EMR 62 202-002這個臨床試驗中，將未接受過化學療法的復發或轉移性頭頸部鱗狀細胞癌病患，隨機分成接受西妥昔單抗合併化學療法及僅接受化學療法兩組做比較。
| 治療方式               | 人數 | 存活期 （中數） | 疾病無惡化 存活期（中數） | 客觀反應率 |
| 西妥昔單抗合併化學療法 | 222  | 10.1月          | 5.6月                     | 35.6%      |
| 化學療法               | 220  | 7.4月           | 3.3月                     | 19.5%      |

## 劑量和使用方式
西妥昔單抗建議的使用方式為靜脈輸注，每週使用一次。第一次治療時依病患的體表面積每平方公尺輸注400毫克投予，輸注時間不可少於120分鐘；之後每週輸注時則以體表面積每平方公尺輸注250毫克治療，輸注時間不可少於60分鐘。為了預防病患產生過敏反應，每次輸注前都必須給予抗組織胺藥劑及皮質類固醇。西妥昔單抗的輸注速率不可超過每分鐘10毫克。

## 不良反應
使用西妥昔單抗可能發生的不良反應：
- 皮膚反應：皮膚反應是西妥昔單抗治療中最常見的不良反應，超過80%的病患身上會出現痤瘡狀紅疹，其他如搔癢、皮膚脫屑和指甲病變均有病例報導，這些皮膚不良反應的病患中約有15%屬於重度的不良反應。由不良反應導致的皮膚損害使病患暴露於感染的危險中，容易因為感染金黃色葡萄球菌而造成蜂窩性組織炎甚至是敗血症。通常皮膚不良反應會在前三個星期的治療後出現，並且停藥之後通常可以緩解，不會留下後遺症[6]。研究顯示病患出現皮膚反應是治療有效的指標之一[7]。
- 神經系統：頭痛[6]
- 視覺：結膜炎[6]
- 胃腸障礙：腹瀉、噁心、嘔吐[6]
- 代謝及營養：低血鎂症，脫水、續發性腹瀉、低血鈣症、厭食導致的體重減輕[6]
- 肝膽：肝功能指標相關酵素升高（AST、ALT、碱性磷酸酶）[6]

## 表皮生長因子受體表現型檢驗
由於西妥昔單抗是拮抗表皮生長因子受體的抗體，所以僅適用於腫瘤組織中癌細胞大量表現表皮生長因子受體的病患。因此結腸直腸癌病患需要取得腫瘤組織以免疫組織化學染色法檢驗表皮生長因子受體，由腫瘤原發處（Primary tumor）或是腫瘤轉移處（metastatic site）取得的組織必須用EGFR pharmDx™套組（kit）檢驗，依據表現表皮生長因子受體的癌細胞百分比和表現強度（intensity）評分，確認為表現型陽性之後，才可以使用西妥昔單抗治療。
幾乎所有頭頸部鱗狀細胞癌病患的腫瘤都可以檢驗出表皮生長因子受體，因此頭頸癌的病患不需要進行表皮生長因子受體表現型檢驗。